# 马切伊·瓦西茨基
马切伊·瓦西茨基（波蘭語：Maciej Łasicki，1965年10月12日—），波兰男子赛艇运动员。他曾代表波兰参加1992年夏季奥林匹克运动会赛艇比赛，获得男子四人单桨有舵手铜牌。